# Cordulegaster talaria
Cordulegaster talaria är en trollsländeart som beskrevs av Tennessen 2004. Cordulegaster talaria ingår i släktet Cordulegaster och familjen kungstrollsländor. IUCN kategoriserar arten globalt som livskraftig. Inga underarter finns listade i Catalogue of Life.